# William Cullen

William Cullen (n. 15 aprilie 1710 - d. 5 februarie 1790) a fost medic și chimist scoțian.